# بلدة فالي (مقاطعة مونتور)
بلدة فالي، مقاطعة مونتور (بنسلفانيا) (بالإنجليزية: Valley Township, Montour County, Pennsylvania)‏ هي منطقة سكنية تقع في الولايات المتحدة في مقاطعة مونتور. يقدر عدد سكانها بـ 2,093 نسمة ومساحتها 42.0 كم2 .